# Goggia essexi
Goggia essexi är en ödleart som beskrevs av  Hewitt 1925. Goggia essexi ingår i släktet Goggia och familjen geckoödlor. IUCN kategoriserar arten globalt som livskraftig. Inga underarter finns listade i Catalogue of Life.